# 奥古斯丁·沃洛申
奥古斯丁·伊万诺维奇·沃洛申（烏克蘭語：Августин Іванович Волошин；1874年3月17日—1945年7月19日），乌克兰及捷克斯洛伐克政治人物、教师、作家，乌克兰希腊礼天主教会穆卡切沃主教，曾为1939年3月15日独立仅一天的喀尔巴阡乌克兰的总统。